# Agrio y Oreo
En la mitología griega Agrio (en griego Ἄγριος «agreste») y Oreo (Ὀρείου, Ὄρειον o Ὄρειος «montañés») eran dos hermanos gigantescos concebidos de la unión entre Polifonte y un oso, así como eran bisnietos de Ares. La leyenda es un reflejo de los Alóadas y solo es mencionada por Antonino Liberal.
Trasa fue hija de Tereine (hija, a su vez, de Estrimón) y de Ares. Se casó con Hipónoo, hijo de Tribalo, y de esta unión nació una niña llamada Polifonte. Esta desdeñó los asuntos de Afrodita, marchó al monte y se hizo camarada y compañera de juegos de Artemisa. Afrodita, por haber menospreciado todo lo referente a ella, infundió en Polifonte amor por un oso y la enloqueció. Y en un rapto de pasión, por voluntad divina, se unió al oso. Artemisa, cuando la vio, sintió un horror extremo y azuzó a todas las bestias salvajes contra ella. Polifonte, temerosa de que las fieras la despedazaran, huyó, y fue a refugiarse a casa de su padre. Allí dio a luz a dos niños: Agrio y Oreo; tenían un tamaño desmesurado y estaban dotados de una fuerza prodigiosa. Pero no honraban ni a la divinidad ni a los hombres; por el contrario, eran insolentes con todo el mundo. Siempre que se topaban con un extranjero, usando de violencia, se lo llevaban a su casa y lo devoraban. Zeus llegó a aborrecerlos, y envió a Hermes para que les impusiera el castigo que él quisiera. Hermes determinó cortarles los pies y las manos. Pero Ares, debido a que Polifonte se remontaba hasta sus orígenes familiares, los libró de este destino fatal, y, con la colaboración de Hermes, los metamorfoseó en pájaros. Polifonte quedó convertida en un pájaro tenebroso, que emite sonidos durante la noche, no come ni bebe, mantiene la cabeza hacia abajo y las patas en alto. Y es, para los hombres, presagio de guerra y de levantamientos. Oreo se convirtió en un lagôs, ave que, cuando aparece, no augura nada bueno. Agrio se transformó en un buitre, el más odiado de todos los pájaros por los dioses y los hombres. E infundieron en él un deseo permanente de carne y de sangre humana. En cuanto a la sirvienta, la convirtieron en un pico carpintero: en su metamorfosis, había suplicado a los dioses no llegar a ser un ave de mal agüero para los hombres. Hermes y Ares atendieron su petición, porque ella se había visto obligada a hacer lo que le ordenaron sus amos. Y es este un pájaro favorable para quien se dedica a la caza o frecuenta los festines.